# Frieri

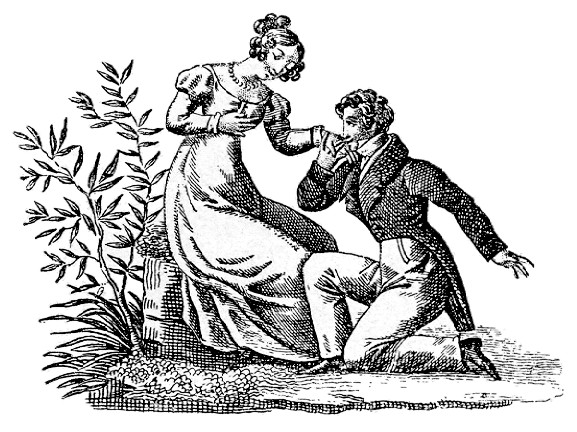
En illustration av ett frieri år 1815.

Frieri av Axel Kulle, 1880, Hallwylska museet.

Frieri, att fria, är att föreslå ett äktenskap, vanligen med frasen Vill du gifta dig med mig? Ett accepterat frieri i sig utgör inte en förlovning, utan är endast ett uttryck för viljan att ingå äktenskap. En förlovning anses uppstå först när båda parter gemensamt har beslutat att de ska faktiskt gifta sig. I västvärlden bjuder traditionen att mannen i ett heterosexuellt förhållande friar till kvinnan, men det är accepterat att kringgå denna ordning. Skottdagen (den 24 eller 29 februari) har varit den dag då kvinnor kunnat fria till män.
En vanlig fras i västvärlden är att friaren frågar efter den andras hand. Jämför manus (romersk rätt).

## Frieri på Brittiska öarna
I Skottland, Irland och England sägs 29 februari, under ett skottår, vara den dag då en kvinna kan fria till sin partner. I Finland finns samma sedvänja, med tillägget att den som avböjer ett frieri förväntas köpa tyg som är tillräckligt för att sy en klänning av, som kompensation till friarinnan. Som monark måste drottning Viktoria fria till prins Albert. Att kvinnor friar har blivit mer vanligt i den engelsktalande världen på senare år, så företag som tillverkar juveler gör numera ringar för män. I USA görs cirka 5 procent av frierierna av kvinnor. Yngre personer är mindre benägna att godkänna en kvinnas frieri.

## Frieri i Sverige förr i tiden
Förr i tiden var frieri en formell civilrättslig ceremoni, som berodde på att kvinnan var omyndig. Hennes giftoman, vanligtvis fadern, måste ge sitt samtycke till att hon skulle få ingå äktenskap. Frieriet framfördes ofta genom ombud.  I Poetiska Eddan omtalas detta i en dikt som gäller ett frieri hos jarlarna.

### Frieri som folklig sed
Det formella frieriet har använts länge i Sverige. Den som förmedlade frieriet kallades böneman, och dennes medgivande fordrades. Första gången kom bönemannen ensam hem till flickan. Om svaret på frieriet blev jakande, kom han sedan tillbaka med friaren. Då överlämnades friargåvor. Bönemannen fick ett klädesplagg som belöning. I början av 1900-talet, när föräldrarnas auktoritet minskade, upphörde det formella frieriet.

## Frieri i Finland förr i tiden
I Finland måste en friare fram till 1864 ha tillstånd av sin tilltänktas giftoman, oftast hennes far. Efter det året fick dottern vid fyllda 21 år själv besluta om sitt äktenskap. Av artighet och etikett höll seden att fria via flickans målsman dock i sig. Man kunde fria själv, men använde sig ofta av en talman.